# Winkel, Mansfeld-Südharz
Winkel là một đô thị ở huyện Mansfeld-Südharz, Saxony-Anhalt, nước Đức. Đô thị Winkel, Mansfeld-Südharz có diện tích 12,7 km².